# Marco Galli (water-polo)
Marco Galli (né le 8 mars 1957 à Civitavecchia, mort le 3 octobre 1988) est un joueur de water-polo italien, champion du monde en 1978.
- CIO
- Olympedia